# Перикола (фильм)
«Перико́ла» — музыкальный фильм по мотивам одноимённой оперы-буфф Жака Оффенбаха на либретто Анри Мельяка и Людовика Галеви.

## Сюжет
Действие происходит в XVIII веке в Лиме. Бродячие артисты Перикола и Пикильо дают представление на городской площади. Они любят друг друга, но не могут пожениться — у нищих артистов нет на это средств. Тем временем вице-король Перу дон Андреас-Рибейра, уподобившись Гаруну Аль-Рашиду, наряжается простолюдином и выходит в город, чтобы узнать, что о нём говорят его подданные. Он влюбляется в Периколу с первого взгляда. Но появиться при королевском дворе Периколе мешает то, что она не замужем.

## В ролях
- Галина Беляева — Перикола (поёт Светлана Волкова)
- Александр Блок — Пикильо (поёт Александр Дедик)
- Евгений Евстигнеев — Вице-король Перу
- Спартак Мишулин — Дон Педро
- Владислав Стржельчик — Панательяс
- Гали Абайдулов
- Сергей Филиппов
- Павел Бубельников
- Иван Соловьёв

## Съёмочная группа
- Режиссёр и сценарист — Александр Белинский
- Автор диалогов — Семён Альтов
- Оператор-постановщик — Генрих Маранджян
- Операторы — А. Дудко, А. Кудрявцев
- Художники-постановщики — Игорь Вускович, Римма Наринян
- Художник по костюмам — Т. Островская
- Грим — О. Смирнова
- Хореография — Георгий Алексидзе

### Музыкальная часть
- Дирижёр — П. Бубельников
- Оркестр — Симфонический оркестр Ленинградской филармонии
- Хормейстер — Г. Сандлер
- Хор ленинградского телевидения и радио